# Nicolas Colsaerts
Nicolas Colsaerts (14 novembre 1982) est un golfeur belge né à  Uccle, résidant à Rixensart, et passé professionnel en novembre 2000.

## Carrière
Lorsqu'il décroche sa carte pour le Tour européen PGA en 2000, il est à l'époque le second plus jeune joueur à avoir obtenu cette carte. Au cours des années qui suivent, sa carrière est ponctuée de hauts et de bas. Il perd à plusieurs reprises sa carte pour le Tour Européen, mais parvient à chaque fois à la récupérer. Au cours de cette période, il se trouve à plusieurs reprises en position de gagner son premier tournoi sans toutefois parvenir à concrétiser.
Il remporte ses deux premières victoires sur le Challenge Tour en 2009 lors des Finnish Challenge et Dutch Futures. Ces deux victoires, avec également de nombreuses autres places dans le top 10 lui permet de terminer au troisième rang du classement des gains du Challenge Tour. Au cours de l'année 2010 il arrive à stabiliser son jeu et à être beaucoup plus régulier dans ses résultats. Il termine à cinq reprises dans le Top 10 sur des tournois du circuit européen, son meilleur résultat étant une troisième place obtenue lors de l'Open d'Italie. Il termine cette saison à la 67e place au classement européen.

### Première victoire sur le tour européen
Il commence sa saison 2011 par une onzième place sur le Abu Dhabi Golf Championship. En mars, il obtient une cinquième place à l'Open de Sicile puis, le 24 avril 2011, il décroche sa première victoire sur le tour européen en remportant le Volvo China Open avec quatre coups d'avance sur ses plus proches poursuivants. Il s'agit en l'occurrence de la première victoire d'un golfeur belge sur le circuit européen depuis celle de Philippe Toussaint au Benson & Hedges 37 ans auparavant.
Il termine ensuite au troisième rang du Volvo World Match Play Championship, tournoi disputé en match play, après avoir perdu en demi-finale, en mort subite, face à l'Anglais Ian Poulter.
Il confirme ensuite ses bons résultats en obtenant une onzième place lors de l'Open de France puis une troisième à l'Open d'Écosse, terminant à cinq coups du vainqueur l'Anglais Luke Donald.
En avril 2012, il finit deuxième du Volvo China Open à 3 coups de Branden Grace, qui l’empêche de réaliser le doublé sur ce tournoi (2011-2012). Il se classe ainsi pour la cinquième fois de la saison - sur neuf tournois joués jusqu'alors - dans le top dix d'une compétition du tour européen où il a aussi terminé troisième place à l'open de Sicile quelques jours plus tôt. Cette seconde place lui permet en outre de se rapprocher du top 50 du classement mondial.
Le 20 mai 2012, Colsaerts s'impose en finale du Volvo World Match Play Championship, tournoi disputé en match play, face à l'Irlandais Graeme McDowell. Cette victoire lui permet de progresser de la 51e à la 32e place au classement officiel mondial (OWGR).
En juillet 2012, il réussit pour la première fois à terminer dans le top 10 d'un tournoi majeur en prenant la septième place du British Open, grâce à un parcours joué en cinq coups sous le par le dernier jour du tournoi - le meilleur score du jour - qui lui permet de s'extraire des profondeurs du classement.
Le 27 août 2012, José Maria Olazábal, capitaine de l'équipe européenne lors de la trente-neuvième édition de la Ryder Cup, annonce qu'il sélectionne Ian Poulter et Nicolas Colsaerts comme les onzième et douzième joueurs de l'équipe. Colsaerts devient ainsi le premier joueur belge sélectionné pour participer à la Ryder Cup.
Lors du Fourball de la première journée, disputée sur le parcours du Medinah Country Club de Chicago, Nicolas Colsaerts est associé à Lee Westwood. Colsaerts domine cette partie, réalisant huit birdies, un eagle. Cela permet à cette paire de s'imposer sur le score de 1 up pour apporter le seul point de l'équipe européenne lors de cette séance de Fourball. Dans le foursome de la deuxième matinée, il fait équipe avec l’Espagnol Sergio García face à la paire Jason Dufner / Zach Johnson, rencontre remportée par les Américains qui l’emportent 2 et 1. Il s'avère moins en réussite dans cette partie, avec une balle envoyée dans l'eau sur le dix-septième trou. La réussite le fuit également lors de la séance de l'après-midi :  trois de ses putts échouent pour le birdie sur des virgules, et une approche touche le drapeau sur le dernier trou. La paire qu'il compose avec Paul Lawrie s'incline ainsi 1 up face à la paire Dustin Johnson, Matt Kuchar. Dans les simples du dimanche, le capitaine européen José Maria Olazábal programme Nicolas Colsaerts dans la sixième rencontre face à Dustin Johnson, mais le rookie de l’équipe européenne s'incline sur le score de 3 et 2, ce qui apporte le premier point aux États-Unis dans cette séance de simplest. Pour sa première édition, le bilan de Colsaerts est d'une victoire et trois défaites.
Fin 2012 il obtient sa carte pour le PGA Tour ce qui lui permet de jouer tant les tournois américains que les tournois européens.
Le 20 octobre 2019 il remporte l'Open de France et sa troisième victoire sur le circuit européen.

## Palmarès

### Tour européen PGA

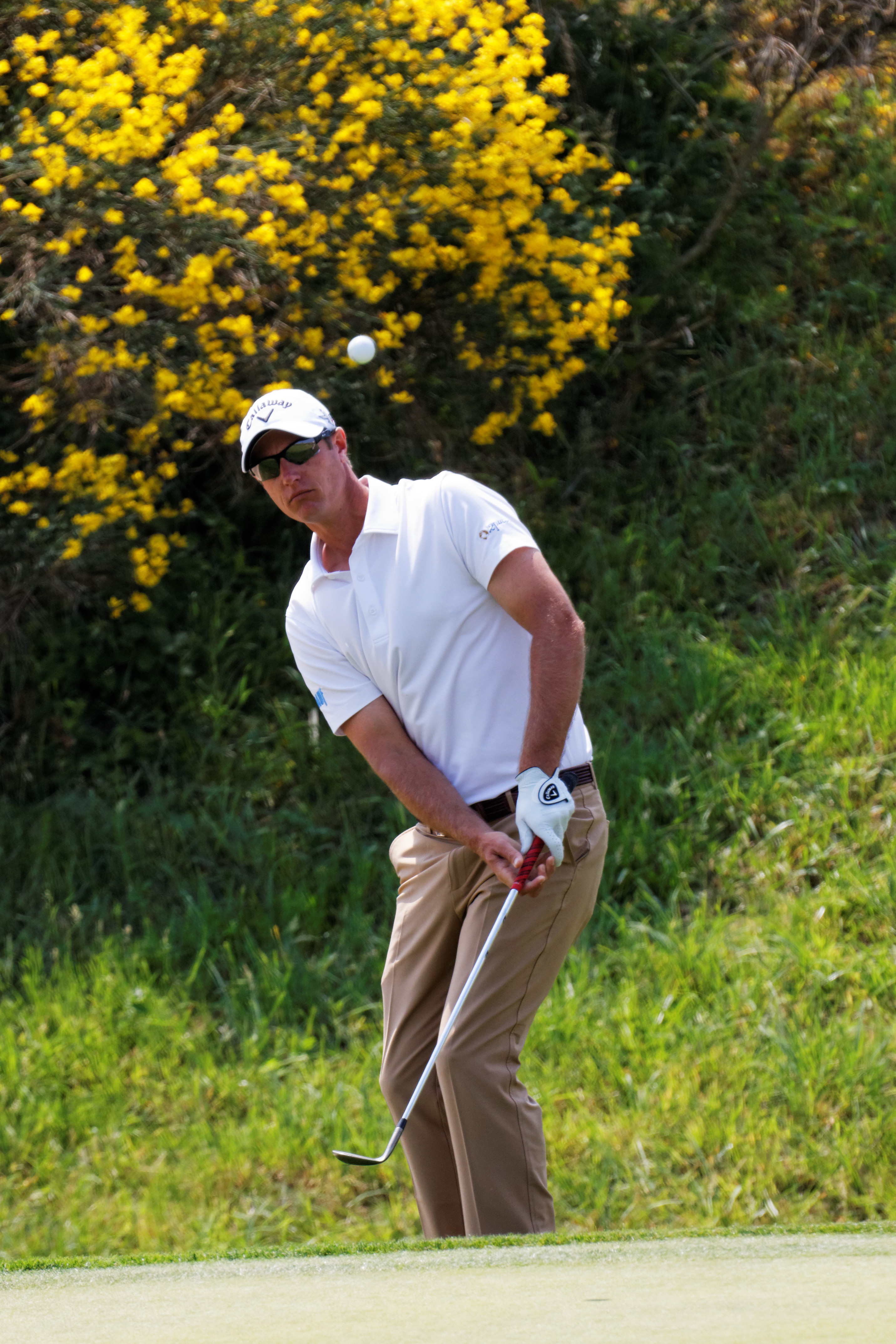
Open de France 2015 35

| Tournoi                             | Année | Score             | Par  | Avance  | Suivant(s)/Runner-up                                  | Prize Money |
| ----------------------------------- | ----- | ----------------- | ---- | ------- | ----------------------------------------------------- | ----------- |
| Open de France                      | 2019  | 272 (67-66-67-72) | -12  | 1 coup  | Joachim Hansen                                        | 266 660 €   |
| Volvo World Match Play Championship | 2012  | 1 up              | N.A. | N.A.    | Graeme McDowell                                       | 458 333 €   |
| Volvo China Open                    | 2011  | 264 (65-67-66-66) | -24  | 4 coups | Søren Kjeldsen, Peter Lawrie, Danny Lee, Pablo Martín | 350 956 €   |

### Allianz Golf Tour
| Tournoi                | Année | Score          | Par | Avance  | Second(s)                    | Prize Money |
| ---------------------- | ----- | -------------- | --- | ------- | ---------------------------- | ----------- |
| Mauritius Golf Masters | 2010  | 207 (67-73-67) | -9  | 4 coups | Darren Fichardt, Hennie Otto |             |

### Challenge Tour
| Tournoi           | Année | Score             | Par | Avance   | Second(s)                      | Prize Money |
| ----------------- | ----- | ----------------- | --- | -------- | ------------------------------ | ----------- |
| Finnish Challenge | 2009  | 277               | -11 | Playoffs | Rhys Davies, Julien Guerrier   |             |
| Dutch Futures     | 2009  | 271 (69-66-67-69) | -17 | 4 coups  | Andrew McArthur, Julien Quesne |             |

### Alps Tour
| Tournoi                        | Année | Score             | Par | Avance  | Second(s)          | Prize Money |
| ------------------------------ | ----- | ----------------- | --- | ------- | ------------------ | ----------- |
| Open International de Bordeaux | 2005  | 265 (65-66-65-69) | -23 | 6 coups | Jean-Pierre Sallat |             |

### Ryder Cup
| Année          | Score                             |
| -------------- | --------------------------------- |
| Ryder Cup 2012 | 4 matchs, 1 victoire, 3 défaites. |

### Tournois nationaux
| Tournoi                 | Année | Score             | Par | Avance  | Second(s)                       | Prize Money |
| ----------------------- | ----- | ----------------- | --- | ------- | ------------------------------- | ----------- |
| Championnat de Belgique | 2009  |                   |     |         |                                 |             |
| Omnium de Belgique      | 2003  | 278 (73+67+71+67) | -10 | 7 coups | François Nicolas, Gérald Gresse | 3 750 €     |